# دنیل فرانک والس
دنیل فرانک والس (انگلیسی: Daniel Frank Walls؛ ۱۳ سپتامبر ۱۹۴۲ – ۱۲ مهٔ ۱۹۹۹) یک فیزیک‌دان اهل نیوزیلند بود.
وی همچنین برنده جوایزی همچون جایزه دیراک شده است.